# Роджер Дональдсон
Роджер Дональдсон (англ. Roger Donaldson, нар. 15 листопада 1945) — новозеландський кінорежисер, сценарист і продюсер.

## Життя та кар'єра
Роджер Дональдсон народився у місті Балларат, штат Вікторія (Австралія). У 1965 році емігрував до Нової Зеландії, де заснував невеликий бізнес у галузі реклами.
1976 року Роджер став режисером і продюсером своєї першої картини — гостросоціальної драми «Сплячі собаки», яка отримала визнання у критиків та глядачів. Це був великий прорив новозеландського кіно, він вважається найвідомішою картиною цього молодого кінематографа у 1970-ті роки. Його успіх підкреслюється також тим, що він став першим фільмом країни, який потрапив на екрани США.
Міжнародним проривом у його кар'єрі став фільм «Заколот на Баунті». На цей фільм його запросив продюсер Діно Де Лаурентіс після того, як кінорежисер Девід Лін відмовився від цього проекту. Тоді ж, 1984 року, Роджера було номіновано на «Золоту пальмову гілку» Канського кінофестивалю.
Також він зняв популярні та успішні американські фільми: трилер «Немає виходу» з Кевіном Костнером та Джином Хекменом; фільм-катастрофу «Пік Данте» з Пірсом Броснаном та Ліндою Хемілтон та інші.

## Фільмографія
| Рік  | Назва (укр.)                   | Назва (англ.)              | Режисер | Продюсер | Сценарист |
| ---- | ------------------------------ | -------------------------- | ------- | -------- | --------- |
| 1977 | «Сплячі пси»                   | Hard Time Romance          | Так     | Так      | Ні        |
| 1980 | «Псих»                         | Nutcase                    | Так     | Ні       | Ні        |
| 1981 | «Смеш Палас»                   | Smash Palace               | Так     | Так      | Так       |
| 1984 | «Заколот на Баунті»            | The Bounty                 | Так     | Ні       | Ні        |
| 1985 | «Марі»                         | Marie                      | Так     | Ні       | Ні        |
| 1987 | «Немає виходу»                 | No Way Out                 | Так     | Ні       | Ні        |
| 1988 | «Коктейль»                     | Cocktail                   | Так     | Ні       | Ні        |
| 1990 | «Чоловік-кадилак»              | Cadillac Man               | Так     | Так      | Ні        |
| 1992 | «Білі піски»                   | White Sands                | Так     | Ні       | Ні        |
| 1994 | «Втеча»                        | The Getaway                | Так     | Ні       | Ні        |
| 1995 | «Особина»                      | Species                    | Так     | Ні       | Ні        |
| 1997 | «Пік Данте»                    | Dante's Peak               | Так     | Ні       | Ні        |
| 2000 | «Тринадцять днів»              | Thirteen Days              | Так     | Ні       | Ні        |
| 2003 | «Рекрут»                       | Thirteen Days              | Так     | Ні       | Ні        |
| 2005 | «Найпрудкіший Індіан»          | The World's Fastest Indian | Так     | Так      | Так       |
| 2008 | «Пограбування на Бейкер-стріт» | The Bank Job               | Так     | Ні       | Ні        |
| 2011 | «Голодний кролик атакує»       | Seeking Justice            | Так     | Ні       | Ні        |
| 2014 | «Людина листопада»             | The November Man           | Так     | Ні       | Ні        |
| 2017 | «Макларен»                     | McLaren                    | Так     | Ні       | Ні        |